# Jarosław Wujcik
Jarosław Wujcik (ur. 1968 w Słupsku) – tenor, kontratenor i dyrygent. 
Absolwent wydziału wokalno-aktorskiego Akademii Muzycznej im. S. Moniuszki w Gdańsku. Od 1983 r. związany z Ukraińskim Chórem Męskim Żurawli, do 1997 r. jako chórzysta, a od 2003 do dziś – jako kierownik muzyczny i dyrygent. Współpracował także z Chórem Kameralnym „Irmos” (1989–1991), zespołem muzyki dawnej Rosetum Musicum (1994–1996) oraz kameralnym chórem męskim „Syntagma” (1997–2006). Założyciel i regent Chóru św. Bartłomieja przy Greckokatolickim Soborze Konkatedralnym św. Bartłomieja i Opieki Najświętszej Bogurodzicy w Gdańsku (2000–2005) oraz Chóru Metropolitalnego przy Greckokatolickim Soborze Metropolitalnym św. Jana Chrzciciela w Przemyślu (od 2005). Od 2007 roku – dyrektor Instytutu Regenckiego Archieparchii Przemysko-Warszawskiej Ukraińskiej Cerkwi Greckokatolickiej.